# NGC 5611
NGC 5611 este o galaxie lenticulară situată în constelația Boarul. A fost descoperită în 29 aprilie 1827 de către John Herschel. Se află la o distanță de 25,94 de megaparseci de Pământ.